# 日本メンテナスエンジニヤリング
日本メンテナスエンジニヤリング株式会社（にほんメンテナスエンジニヤリング）は、大阪市北区に本社を置き、上下水道を中心とする公共施設の維持管理を行う企業である。

## 概要
- 代表取締役会長：岡原　貢
- 代表取締役社長 : 田伏重成
- 設立 : 1968年（昭和43年）8月27日
- 資本金 : 6000万円
- 本社所在地 : 大阪府大阪市北区同心1-7-14